# Ludwig von Köchel
Ludwig Alois Friedrich Ritter von Köchel (Stein, Baja Austria,14 de enero de 1800 - Viena, Austria, 3 de junio de 1877) fue un escritor, compositor, botánico, editor y admirador de la obra musical de Wolfgang Amadeus Mozart, cuya obra catalogó a mediados del siglo XIX. 
Estudió Derecho en Viena y fue durante 15 años tutor de los cuatro hijos del archiduque Carlos de Austria-Teschen. Esta actividad le ganó el título de Ritter (caballero) y le permitió vivir de rentas el resto de sus días. Se dedicó en forma privada a la investigación; realizó campañas de recolección de especímenes botánicos en el norte de África, la península ibérica, Gran Bretaña y Rusia, muy apreciadas por los científicos contemporáneos. Además se interesó por la geología y la mineralogía.
Su pasión por la música (*1)—era miembro del Mozarteum de Salzburgo— lo llevó a sistematizar la lista de las composiciones de Mozart, que publicó en 1862 con el título de Chronologisch-thematisches Verzeichnis sämtlicher Tonwerke Wolfgang Amadé Mozarts
(«Catálogo cronológico y temático de todas las obras musicales de Wolfgang Amadeus Mozart»). Su apellido (y la inicial del mismo) quedaron desde entonces vinculados al célebre compositor; por ejemplo, el Concierto para piano y orquesta n.º 23 en la mayor de 1786 está identificado con el número Köchel Verzeichnis (abreviado KV o K.) 488.  
Von Köchel también financió en parte la primera edición completa de las obras de Mozart que publicó Breitkopf & Härtel desde 1877 hasta 1905. En ella se utilizó la clasificación en 24 categorías propuesta por Köchel.

## Obra
- Catálogo Köchel de la obra de Wolfgang Amadeus Mozart (1862)
- 1 ...y sus conocimientos en Taxonomía utilizados en la clasificación botánica...
- Mozart. Zu seiner Säcularfeier im Jahre 1856. Canzonen. Zaunrith, Salzburgo 1856.* Geologische Übersichtskarte des Herzogthumes Salzburg mit Zugrundelegung der Aufnahmen der k.k. geolog. Reichsanstalt. Reiffenstein & Rösch, Viena 1859

- Die Mineralien des Herzogthumes Salzburg. Mit einer Uebersicht der geologischen Verhältnisse und einer Karte. Gerold, Viena1859

- Chronologisch-thematisches Verzeichnis sämtlicher Tonwerke Wolfgang Amade Mozart's : nebst Angabe der verloren gegangenen, unvollendeten, übertragenen, zweifelhaften und unterschobenen Compositionen desselben. Leipzig 1862

- Die Pflege der Musik am österreichischen Hofe vom Schluße des 15. bis zur Mitte des 18. Jahrhunderts. Pichler, Viena 1866

- Die Kaiserliche Hof-Musikkapelle in Wien von 1543 bis 1867 : nach urkundlichen Forschungen. Beck, Viena 1869

- Gedichte. Fromme, Viena 1872

- Johann Josef Fux, Hofcompositor und Hofkapellmeister der Kaiser Leopold I., Josef I., und Karl VI. von 1698-1740. Hölder, Viena 1872